# Olivier Schmitthaeusler
Olivier Michel Marie Schmitthaeusler MEP (ur. 26 czerwca 1970 w Strasburgu) – francuski duchowny katolicki, wikariusz apostolski Phnom Penh od 2010.

## Życiorys

### Prezbiterat
Święcenia kapłańskie przyjął 28 czerwca 1998 jako członek Towarzystwa Misji Zagranicznych w Paryżu. Po święceniach wyjechał do Kambodży i podjął pracę na terenie wikariatu apostolskiego Phnom Penh. W latach 1998–2002 pracował duszpastersko, zaś w kolejnych latach był profesorem seminarium w Phnom Penh oraz wikariuszem generalnym wikariatu. W 2008 objął także funkcję sekretarza generalnego Konferencji Episkopatu Laosu i Kambodży.

### Episkopat
24 grudnia 2009 został mianowany biskupem koadiutorem wikariusza apostolskiego Phnom Penh ze stolicą tytularną Catabum Castra. Sakry biskupiej udzielił mu 20 marca 2010 bp Emile Destombes. Pełnię rządów w wikariacie objął 1 października 2010, po przejściu poprzednika na emeryturę.
W 2014 został wybrany przewodniczącym laotańsko-kambodżańskiej Konferencji Episkopatu.